# Česko-bavorský geopark

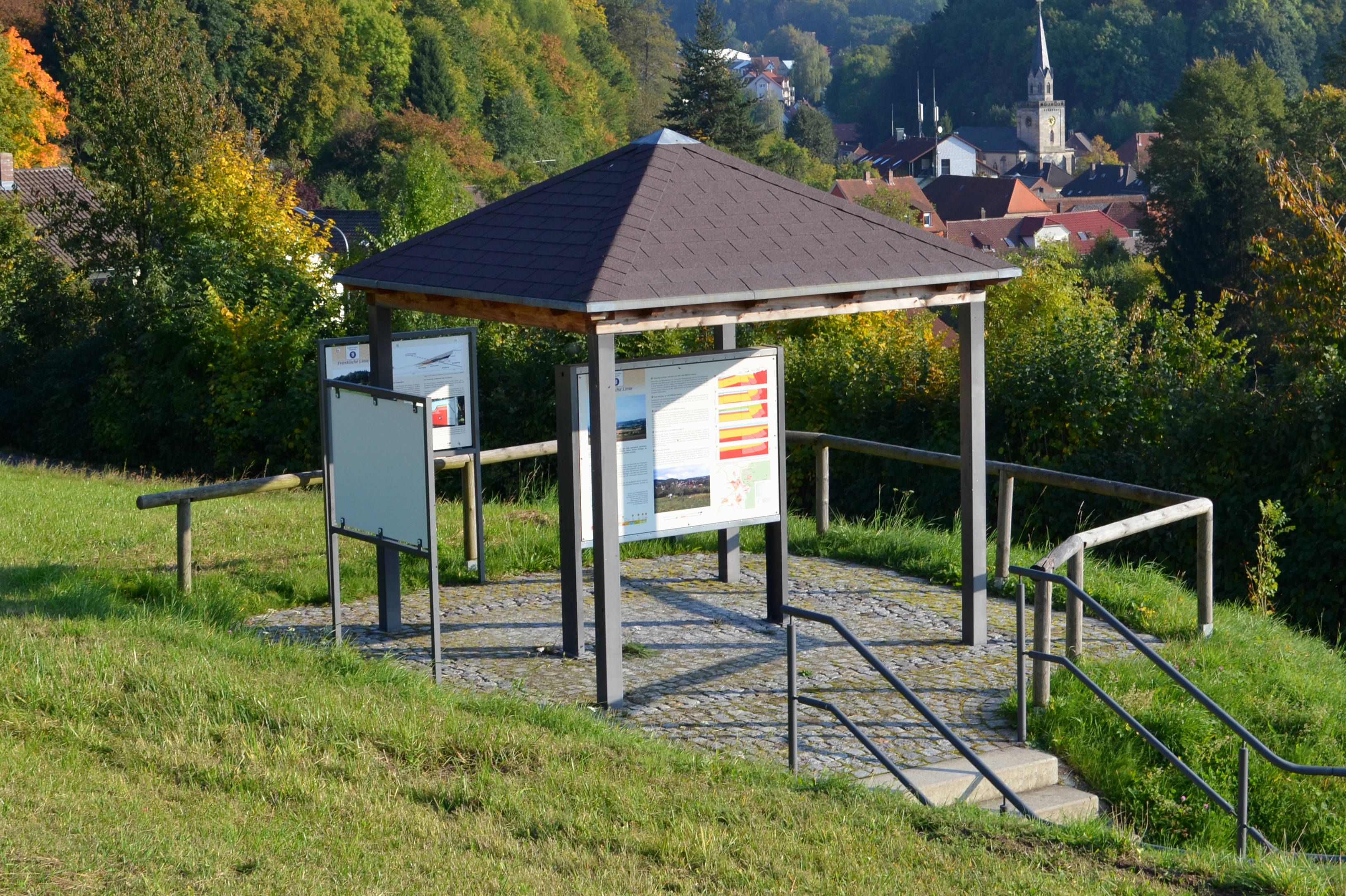
Informačni pavilon geoparku v bavorském Goldkronachu

Česko-bavorský geopark, německy Geopark Bayern-Böhmen (t.j. v překladu Geopark Bavorsko - Čechy), je geopark, který zahrnuje mimořádně geologicky cenná území v příhraničních oblastech na severovýchodě Bavorska ve Spolkové republice Německo a v Karlovarském a Plzeňském kraji České republiky. Jádrem bavorského Geoparku Bayern - Böhmen, který má status národního geoparku (Nationaler Geopark Bayern-Böhmen), jsou zemské okresy Bayreuth, Neustadt an der Waldnaab, Tirschenreuth a Wunsiedel im Fichtelgebirge v oblasti Smrčin (německy Fichtelgebirge). Zároveň je Geopark Bayern - Bóhmen, tj. Česko - bavorský geopark, neformálním sdružením tří národních geoparků a celkové rozloze 7 771 km². Společně s bavorským geoparkem jsou součástí tohoto sdružení dva české národní geoparky - Geopark Egeria a Geopark GeoLoci. Společný management Česko-bavorského geoparku je založen na periodické rotaci zástupců všech tří subjektů.

## Historie
Počátky česko - bavorské spolupráce v této oblasti sahají do roku 2001, kdy pracovníci německého Geocentra, kteří se podíleli na výzkumném programu kontinentálního hlubinného vrtu (Kontinentales Tiefbohrprogramm der Bundesrepublik Deutschland) u bavorského města Windischeschenbachu, oslovili české partnery.

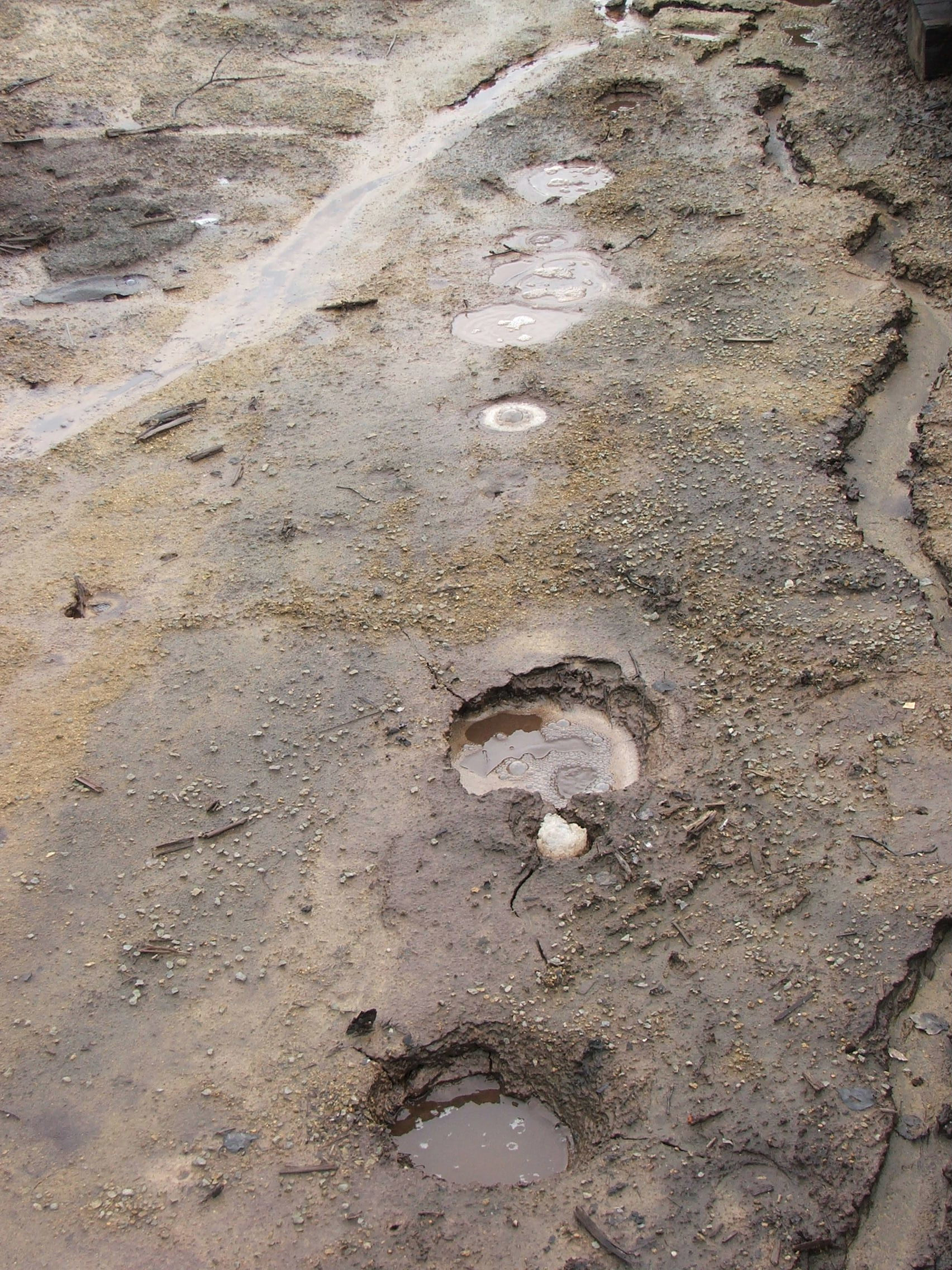
Mofetty v národní přírodní rezervaci Soos na Chebsku (Geopark Egeria)

O dva roky později, dne 25. června 2003 bylo v Karlových Varech slavnostně podepsáno Společné prohlášení o podpoře Česko-Bavorského Geoparku hejtmany Karlovarského a Plzeňského kraje a zemskými rady čtyř bavorských okresů Neustadt, Tirschenreuth, Wunsiedel a Bayreuth.
V dalších letech se činnost tří geoparků, které vznikly v této oblasti na obou stranách hranice, postupně rozvíjela. Jako první titul "národní geopark" získal v roce 2010 Geopark Egeria v Karlovarském kraji. O necelý rok později, v únoru 2011, obdržela obdobní titul bavorská část Geopark Bayern - Böhmen a v roce 2012 byl titul "národní geopark" udělen Geoparku GeoLoci, jenž působí na území tachovského okresu v Plzeňském kraji.
Z právního hlediska je Česko - bavorský geopark neformální sdružení, které zahrnuje tři subjekty s odlišným typem organizace a financování a s rozdílnými vnitřními strukturami. Činnost Česko - bavorského geoparku je koordinována společnou pracovní skupinou, jejímž cílem je společný přístup k zásadním otázkám, včetně přípravy společných projektů i některých dílčích aktivit.